# Momci iz Brazila (1978.)
Momci iz Brazila (eng. The Boys from Brazil) je triler iz 1978. godine u kojem glavne uloge glume Gregory Peck, Laurence Olivier i James Mason.
Traje 123 minute, a u filmu je riječ o ostarjelom lovcu na naciste Ezri Liebermanu (kojeg je utjelovio Olivier) koji pokušava pronaći i privesti pravdi zloglasnog nacističkog liječnika Dr. Josefa Mengelea, poznatog kao "Anđeo smrti" (Mengelea glumi Peck).
Naime, Mengele je uspio od DNK Adolfa Hitlera stvoriti 94-ero dječaka s kojima će pokušati ponovno uspostaviti nacistički zločinački poredak.
Dječaci su udomljeni u raznim obiteljima diljem svijeta, a svi imaju arijevske fizičke osobine, koje su naglašavane u politici Adolfa Hitlera.
Konačno, Lieberman je uspio jednog dječaka sa psima dovesti do Mengelea koji pogiba kada dječak na njega nahuška pse.

## Vanjske poveznice
- Momci iz Brazila u internetskoj bazi filmova IMDb-a